# Oyama (Shizuoka)

Oyama dans la préfecture de Shizuoka.

Pour les articles homonymes, voir Oyama.
Oyama (小山町, Oyama-chō) est un bourg, situé dans la préfecture de Shizuoka, au Japon.

## Toponymie
Le toponyme « Oyama » signifie « petite montagne », en japonais.

## Géographie

### Situation
Oyama est situé entre les monts Tanzawa et les contreforts du mont Fuji, dans l'extrême nord-est de la préfecture de Shizuoka. 

### Municipalités limitrophes
| Fujiyoshida | Yamanakako | Yamakita               |
| Fujinomiya  | Oyama      | Yamakita               |
| Gotemba     | Gotemba    | Minamiashigara, Hakone |

### Démographie
Au 1er juin 2024, Oyama avait une population de 17 015 habitants, répartis sur une superficie de 135,74 km2.

## Histoire
Un relais existait à l'emplacement actuel d'Oyama depuis la période Heian, situé au pied du col d'Ashigara sur la route principale reliant les anciennes provinces de Sagami aux provinces de Kai et Suruga.
La 1er août 1912, le bourg d'Oyama est créé de la fusion des anciens villages de Rokugo et Suganuma.

## Culture locale et patrimoine
Oyama est principalement connu pour abriter le circuit automobile Fuji Speedway qui a accueilli le Grand Prix automobile du Japon de Formule 1 en 1976, 1977, 2007 et 2008.

## Transports
Oyama est desservi par la ligne Gotemba de la JR Central.

## Jumelages
Oyama est jumelé avec :
- Mission (Canada),
- Shōō (Japon),
- Fukuchiyama (Japon).

## Symboles municipaux
Les symboles d'Oyama sont le colza et la bouscarle chanteuse.